# Syndrome de Bonnier
Le syndrome de Bonnier ou syndrome du noyau Deiters est une lésion bulbaire attribué au noyau de Deiters (1834–1863). 
Le syndrome a été décrit en 1903 par Pierre Bonnier (1861–1918) et est caractérisé par du vertige avec dérobement partiel ou total de l’appareil de sustentation. Il résulte un état nauséeux et anxieux. Le nystagmus et des troubles de l’oculomotricité se trouvent également ainsi que des phénomènes auditifs passagers et des manifestations douloureuses dans certains domaines du trijumeau,.